# Srebrny rumak
Srebrny rumak (ang. The Silver Brumby) – australijski film przygodowy z 1993 roku w reżyserii Johna Tatoulisa, powstały na podstawie powieści Elyne Mitchell. Wyprodukowana przez wytwórnię Roadshow Entertainment.
Premiera filmu miała miejsce 16 września 1993 roku w Australii.

## Opis fabuły
Nocą, podczas szalejącej burzy, matka Elyne (Caroline Goodall) opowiada córce Indi (Amiel Daemion) historię dzikiego rumaka Thowra, który kiedyś żył w okolicznych górach. Urodzony z urodziwej klaczy Bell-Bell już jako źrebię był pięknym i mądrym koniem, a także zachwycał unikatową kremową maścią, a jego grzywa i ogon w świetle księżyca wyglądały jakby utkane ze srebra. Zanim Thowra stanie się królem dzikich rumaków, musi przejść ciężką szkołę życia.

## Obsada
Źródło: Filmweb
- Russell Crowe jako mężczyzna
- Harley Young jako jeździec
- David Stoney jako jeździec
- Caroline Goodall jako Elyne Mitchell
- Amiel Daemion jako Indi Mitchell
- Johnny Raaen jako Jock
- Buddy Tyson jako Darcy

i inni.